# László Radics
László Radics (* 22. August 1949 in Budapest) ist ein ungarischer Agrarwissenschaftler an der Corvinus-Universität Budapest und der Ungarischen Universität für Landwirtschaft und Biowissenschaften. Er ist Spezialist für Ökolandbau-Forschung und Repräsentant Ungarns in der Europäischen Herbologen-Vereinigung.

## Leben
Nach Schulbesuch und einer landwirtschaftlichen Fachausbildung in der Staatsdomäne Kiskunsag studierte er an der Szent-István-Universität in Gödöllö Agrarwissenschaften. Im Jahr 1977 wurde er dort zum Dr. sc. agr. promoviert und übernahm neben dem Forschungsauftrag auch Lehraufgaben in Bodenbearbeitung, Pflanzenbau und Unkrautbekämpfung.
Seine Forschungsergebnisse in ökologischer Unkrautbekämpfung führten zur Berufung als Gastprofessor an die Justus-Liebig-Universität Gießen und die Universität für Bodenkultur Wien. Nach seiner Habilitation 1991 wurde er als Professor für Pflanzenbau und Institutsleiter für Hortikultur und ökologischen Landbau an die Corvinus-Universität Budapest berufen. Im Rahmen seiner Forschungsarbeiten ist er weltweit mit Universitäten vernetzt, unter anderem mit den deutschen Universitäten Bonn, Kassel und Hohenheim.

## Mitgliedschaften und Engagements
- Vizepräsident der Europäischen Gesellschaft für Unkrautforschung (EWRS).
- Vorstand der internationalen Vereinigung ECOLOGIA
- Vorstandsmitglied 2005–2014 bei ISOFAR, der Internationalen Gesellschaft der Forschung im Ökologischen Landbau
- Vorstand verschiedener ungarischer Landwirtschaftsvereinigungen
- Koordinator des internationalen FP6-Projekts Channel[2]
- Koordinator des ungarischen Ökologie-Projektes für Bio-Produktion von Geflügel-Fleisch
- Koordinator des ungarischen Projektes: Umweltfreundliche Produktion von Bio-Tomaten
- Wissenschaftlicher Koordinator des FP7-EU-Projektes Legume Futures
- Herausgeber und Schriftleiter des mehrbändigen Handbuchs Organic Farming
- Mitglied der internationalen Gesellschaft für Hortikultur-Forschung
- Mitglied im internationalen FP7-EU-Projekt Biofector
- Schriftleitungsmitglied: Journal of Agronomy und Alternative Crops
- Projektevaluator der Europäischen Union

## Forschung und Publikationen
Radics steht einerseits in der Forschungstradition des klassischen Pflanzenbaus, andererseits versucht er aktuelle Fragen der Nahrungserzeugung unter ökologischen Vorgaben zu erforschen. Er ist ein vielfach nachgefragter Redner bei agrarwissenschaftlichen Fachkongressen; zusammen mit seinen Mitarbeitern hat er in den vergangenen Jahren (1973–2022) 352 Publikationen verfasst, ist an der Veröffentlichung von 39 Fachbüchern zum Ökologischen Pflanzenbau beteiligt und war Wissenschaftsmitglied im internationalen Biofectorprojekt.

## Publikationen (Auswahl)
- László Radics 1994: Gyomírtás a kiskertben. (Weeding in the small garden) p. 132 Series: Kertészkedjünk okosan. (Gardening wisely) ISSN 0866-4048 Magyar Mezőgazdasági Kiadó Budapest
- László Radics 1997: Szántóföldi növénytermesztés. (Crop production) p. 108 Notes. Nagyváthy János Gazdaképző Egyesület
- László Radics (ed.) 1998: Gyommag határozó. (Weed seed field guide) p. 244 ISBN 963-9121-57-6 Mezőgazda Kiadó Kft. Budapest
- László Radics (ed.) 2001: Ökológiai gazdálkodás. Általános kérdések, Növénytermesztés, Állattenyésztés. (Organic Farming. General issues, crop production, animal husbandry) p. 318 ISBN 963-657-329-8 Dinasztia Kiadó Budapest
- László Radics (ed.) 2002: Ökológiai gazdálkodás II. Kertészet, Élelmiszerfeldolgozás, tárolás, minőségbiztosítás, Ökonómia és marketing. (Organic farming II. Horticulture, Food processing, storage, quality assurance, Economics and marketing.) p. 319-663 ISBN 963-9422-04-5 Szaktudás Kiadó Ház Budapest
- László Radics (ed.) 2001: Alternatív növények termesztése I. (Cultivation of alternative crops I.) p. 336 ISBN 963-356-326-7 Mezőgazdasági Szaktudás Kiadó Budapest
- László Radics (ed.) 2002: Alternatív növények termesztése II. (Cultivation of alternative crops II.) p. 286 ISBN 963-9422-05-3 Szaktudás Kiadó Ház Budapest
- László Radicsó (ed.) 2003: Növénytermesztés határok nélkül (EU-konform növények termesztése) (Growing crops without borders (growing EU-compliant crops)) p. 264 ISBN 963-9553-07-7 Szaktudás Kiadó Ház Budapest
- László Radics – János Seregi (ed.) 2005: Ökológiai szemléletű állatitermék-előállítás. (Organic production of animal products) p. 495 ISBN 963-9553-32-8 Szaktudás Kiadó Ház Budapest
- László Radics (ed.) 2006: Organic Farming. Course book for post-secondary education. COMPASS 264 o. ISBN 963 9553 91 3 Szaktudás Kiadó Ház Budapest
- László Radics et al (ed.) 2007: Development of central data bank on European level for the education of ecological farming advisers. Leonardo da Vinci Pilot program. 2005-2007, ISBN 978-963-9736-48-1 Budapest Guide in 26 languages.
- László Radics (ed.) 2007: Szántóföldi növénytermesztés. (Crop production) p. 260 ISBN 963-9422-97-5 Szaktudás Kiadó Ház Budapest
- László Radics 2008: Növénytermesztő mester könyve. (Master grower handbook) p. 240 (Series: Mestergazda könyvek (Master farmer books)) ISBN 978-963-9736-72-6 Magyar Agrárkamara Szaktudás Kiadó Ház Budapest
- László Radics (ed.) 2010: Fenntartható szemléletű szántóföldi növénytermesztéstan (Sustainable approach to arable crop production) 1. p. 700 ISBN 978-963-502-924-2 Agroinform Kiadó Budapest
- László Radics (ed.) 2012: Fenntartható szemléletű szántóföldi növénytermesztéstan (Sustainable approach to arable crop production) 2. p. 507 ISBN 978-963-502-949-5 Agroinform Kiadó Budapest
- László Radics (ed.) 2012: Fenntartható szemléletű szántóföldi növénytermesztéstan (Sustainable approach to arable crop production) 3. p. 430 ISBN 978-963-502-950-1 Agroinform Kiadó Budapest
- Monika Tóthová et al. (ed.) 2011 (Hungarian language edition): Zöld növényvédelem – mobil tanulás az ökológiai gazdálkodásban. Green plant protection. p. 138 ISBN 978-963-502-944-0 Agroinform
- László Radics 2014: Gyomkonyha. (Weed kitchen) p. 206 ISBN 978-963-502-976-1 Agroinform Kiadó Budapest (29 recipes with weeds, still in circulation)
- László Radics (ed.) 2018: Ökológiai gazdálkodás dióhéjban. (Organic farming in a nutshell) p. 379 ISBN 978-615-5666-20-9 Agroinform Kiadó Budapest
- László Radics is responsible for multiple volumes of the Practical Knowledge Repository electronic publication series of the Szaktudás publishing house. These are parts of chapters from the Sustainable crop production book series, highlighted with up-to-date information. https://szaktudas.hu/webshop/aa/76-szantofoldi-novenytermesztes?